# 兵庫県立明石南高等学校
兵庫県立明石南高等学校（ひょうごけんりつ あかしみなみこうとうがっこう）は、兵庫県明石市明南町三丁目に所在する公立高等学校。愛称・略称は「明南」（めいなん）。
定時制高校である兵庫県立錦城高等学校を併設している。運動部のレベルは県下の公立校で常に上位に位置していた。吹奏楽部も県下最大の人数を誇っており有名であった。
校庭は県内公立高でも有数の広さである。

## 設置学科
- 総合学科

2年次より3つ、3年次より5つのコースに分かれる
コースにより授業内容が異っていいる。
2年次
- - 国公立文系コース
  - 理系コース
  - コース3（看護・保育・専門学校・就職・その他）

3年次
- - 国公立文系コース
  - 理系コース
  - 私立文系コース
  - 看護コース
  - コース5（保育・専門学校・就職・その他）

## 沿革
- 1921年 - 兵庫県明石高等女学校として開校。当時の校舎は現在の大蔵谷駅近くにあった。
- 1948年 - 学制改革により明石市立明南高等学校となる。
- 1956年 - 明石市立明石南高等学校となる。
- 1965年 - 県に移管し現校名となる。校舎が現在地に移転。
- 1991年 - 西オーストラリア州パドベリー高校と姉妹校提携
- 1996年 - 校舎第4号館完成
- 2007年 - 単位制総合学科に改編。
- 2009年 - 講義棟竣工
- 2013年 - 第33回全国高等学校クイズ選手権出場
- 2014年 - 一年三組がモザイクアート優勝
- 2015年 - 学校指定スリッパ変更
- 2016年 - 69回生最後のグアムへの修学旅行。しかし飛行機が1機飛ばず、USJ隣接ホテルで小休止。航空会社より4000円（朝、夕飯代）支給され、１時間早くグアムに着く中部国際空港へ。

しかし！その日は大雪の為、パイロットが乗る電車が遅延し１時間離陸が遅れた。修学旅行先が国内に変更（70回生より） 
- 2017年男子バレーボール部が秋季リーグ戦にて念願の3部昇格
- 2018年 創立百周年に向け記念行事開始
- 2021年 創立百周年記念文化祭〜自由 奔放 百人力〜 がスタート。
- 2022年 新たなる百年に向けて在校生、卒業生の自主独立の利息に燃えん。

## 校歌
- 草野心平　作詞
- 小山清茂　作曲[1]

## 部活動
運動部
- 硬式野球部
- ウエイトリフティング部
- サッカー部
- 軟式テニス部
- バスケットボール部
- 陸上競技部
- 剣道部
- 柔道部

- 卓球部
- バレーボール部
- ソフトボール部
- 水泳部
- ダンス部
- ハンドボール部

文化部
- 吹奏楽部
- コンピューター部
- コーラス部
- 演劇部
- 美術部
- 書道部
- ESS
- 放送部
- 茶道華道部
- 写真部

- 文芸部
- 図書部
- 生物園芸部
- 調理部
- ボランティア部
- 郷土研究部
- クイズ研究部

## 主な部活動成績
柔道部
- H.15 個人戦二階級全国大会出場　近畿大会3位
- H.16 県総体男子団体第5位　男子個人60kg級優勝　全国高校総合体育大会出場
- H.16 県民体育大会　男子個人60kg級優勝　100kg級第2位
- H.17 東播新人大会　男子個人60kg級第2位
- H.22 近畿大会出場

ウエイトリフティング部
- H.15 全国選抜・全国高校総合体育大会・国民体育大会優勝
- H.17 全国選抜6位・全国総体4位・国民体育大会5位
- H.18　のじぎく兵庫国民体育大会3位
- H.19　全国高校選抜大会女子準優勝
- H.22　全国高校総体　男子個人69kg級優勝・69kg級第2位・62kg級第3位・56kg級第3位

　　　 　　・近畿大会団体優勝・全国高校総体団体準優勝・国民体育大会少年男子69kg級優勝
- H.23　全国高校総体団体優勝

男子バレーボール部
- 第10回全国高等学校選抜優勝大会（春高バレー）西近畿大会準優勝

硬式野球部
- 第61回全国高等学校野球選手権兵庫大会優勝（甲子園2回戦敗退）
- 第64回全国高等学校野球選手権兵庫大会ベスト16
- 第86回全国高等学校野球選手権兵庫大会ベスト8
- 第88回全国高等学校野球選手権兵庫大会ベスト16
- 第89回全国高等学校野球選手権兵庫大会ベスト8
- 第90回全国高等学校野球選手権西兵庫大会ベスト16

サッカー部
- 第85回全国高等学校サッカー選手権兵庫大会ベスト16
- 第86回全国高等学校サッカー選手権兵庫大会ベスト8
- 兵庫県ユースサッカーU-17トップリーグ2005　Aブロック3位
- 兵庫県ユースサッカーU-17トップリーグ2006　Aブロック2位（プリンスリーグ出場）
- 兵庫県ユースサッカーU-17トップリーグ2007　Bブロック4位

陸上競技部　
- H.8～H.16 全国高校総体連続出場
- H.19　全国高校選手権出場
- H.23～24　2年連続全国インターハイ出場

女子卓球部
- H.12・13・15・19 全国インターハイ出場
- H.12 ・13 全日本選手権（Jの部）出場
- 近畿大会出場11期連続出場継続中
- H.20　全国インターハイ出場
- H.24　全国インターハイ出場

ソフトボール部
- 第31回兵庫県新人ソフトボール大会優勝
- H.17 兵庫県公立校大会準優勝
- H.18 兵庫県総合体育大会3位　近畿大会出場

男子ソフトテニス部
- H.18 近畿大会出場

男子バスケット部
- H.17　兵庫県総合体育大会5位

ダンス部
- H.16 兵庫県総合体育大会優勝
- H.17 全日本高校・大学ダンスフェスティバル　入選

水泳部
- H.15 男子50m自由形全国大会出場
- H.16 男子200m自由形近畿大会出場
- H.17 男子800mリレー近畿大会出場

男子ハンドボール部
- H.16 県民大会3位
- H.17 県新人戦5位
- H.18 県大会ベスト16

女子ハンドボール部
- H.16 県民大会4位

吹奏楽部
第49・53・54回 全日本吹奏楽コンクール全国大会銅賞・毎年、関西支部大会へ出場し金賞を受賞している。
- （地区大会成績は省略）

ボランティア部
- H.21　第13回ボランティア・スピリット賞　全国賞受賞

放送部
- H.16～17　全国高校放送コンクール　2年連続最優秀賞
- H.18　近畿高校総合文化祭　最優秀賞

## 著名な出身者
- Mr.オクレ（タレント、中退）
- ヴァニラ（タレント）
- 小鴨由水（女子マラソン選手・1992年バルセロナ五輪代表）
- 望月理恵（キャスター、セント・フォース所属）
- 北畑利雄（元プロ野球選手）
- 林忠良（プロ野球審判員）
- 藤本博史（元プロ野球選手）
- 狭間善徳（高校野球指導者）
- 好田タクト（芸人）
- 里見恒平（元アメリカンフットボール選手、競輪選手）
- 戸伏康夫（競輪選手、元社会人野球選手）
- 岡崎宏美（政治家）
- 田中哲弥（小説家）
- やすだちひろ（元MINT mate box）

## 交通
学年の半数以上が自転車での通学を使用している。
電車通学の生徒は西明石駅から徒歩で通う者が多い。
- Tacoバス西明石北ルート「明石南高校北(野々池貯水池)」,「明石南高校南」下車徒歩5分
- 神姫バス5,9系統 鳥羽弁財天バス停下車10分